# 대한민국 민법 제999조
대한민국 민법 제999조는 상속회복청구권에 대한 민법 상속법상 조문이다.

## 조문
제999조 (상속회복청구권) (1) 상속권이 참칭상속권자로 인하여 침해된 때에는 상속권자 또는 그 법정대리인은 상속회복의 소를 제기할 수 있다.
(2) 제1항의 상속회복청구권은 그 침해를 안 날부터 3년, 상속권의 침해행위가 있은 날부터 10년이 경과하면 소멸된다.

第999條(相續回復請求權) ① 相續權이 僭稱相續權者로 인하여 侵害된 때에는 相續權者 또는 그 法定代理人은 相續回復의 訴를 提起할 수 있다.
②第1項의 相續回復請求權은 그 侵害를 안 날부터 3年, 相續權의 侵害行爲가 있은 날부터 10年을 經過하면 消滅된다.  <改正 2002.1.14.> [全文改正 1990.1.13.]

## 비교 조문
일본민법 제884조(상속회복청구권) 상속회복의 청구권은 상속인 또는 그 법정대리인이 상속권이 침해된 사실을 안 때로부터 5년간 행사하지 아니하는 때에는 시효에 의해 소멸한다. 상속개시시로부터 20년을 경과한 때에도 같다.

第八百八十四条 （相続回復請求権）相続回復の請求権は、相続人又はその法定代理人が相続権を侵害された事実を知った時から五年間行使しないときは、時効によって消滅する。相続開始の時から二十年を経過したときも、同様とする。

## 사례
부모님이 유산으로 남긴 아파트 1채와 상가점포 3개, 논 2000평을 장남인 ‘갑’이 부동산소유권이전등기에관한특별조치법상 매매의 형태로 다른 형제도 모르게 자기의 명의로 이전등기를 완료한 경우, 부모의 상속재산은 상속인 공유의 재산이 되므로 민법 제999조의 상속회복청구의 소에 해당될 수 있다.

## 판례
- 등기서류를 위조하여 피상속인으로부터 토지를 매수한 것처럼 소유권이전등기를 경료한 자에 대한 진정명의회복을 원인으로 한 소유권이전등기청구는 상속회복청구의 소가 아니다[2]
- 공동상속인을 참칭상속인의 범위에 포함시키는 것이 진정상속인의 재산권 등을 침해하지 않는다[3]
- 상속인 중 1인이 피상속인의 생전에 그로부터 토지를 매수한 사실이 없음에도 불구하고 이를 매수하였다고 하여 부동산소유권이전등기등에관한특별조치법에 의한 이전등기를 완료하였음을 이유로 하여 나머지 상속인들을 대위하여 그 말소를 청구하는 소는 상속회복청구의 소에 해당한다고 볼 수 없다[4]
- 진정한 상속인임을 전제로 참칭상속인 등을 상대로 상속재산인 부동산에 관한 등기의 말소 등을 청구하는 경우, 상속을 원인으로 하는 것인 이상 그 청구원인에 관계없이 상속회복청구의 소에 해당하는지 여부(적극) 및 상속회복청구권의 제척기간에 관한 민법 제999조 제2항이 이 경우에도 적용되는지 여부(적극)[5]
- 상속회복청구권은 사망으로 인하여 포괄적인 권리의무의 승계가 이루어지는 상속에 즈음하여 참칭상속인에 의하여 진정상속인의 상속권이 침해되는 때가 적지 않음을 고려하여 진정상속인으로 하여금 참칭상속인을 배제하고 상속권의 내용을 실현할 수 있게 함으로써 진정상속인을 보호하기 위한 권리인바, 상속회복청구권에 대하여 상속 개시일부터 10년이라는 단기의 행사기간을 규정함으로 인하여, 위 기간이 경과된 후에는 진정한 상속인은 상속인으로서의 지위와 함께 상속에 의하여 승계한 개개의 권리의무도 총괄적으로 상실하여 참칭상속인을 상대로 재판상 그 권리를 주장할 수 없고 오히려 그 반사적 효과로서 참칭상속인의 지위는 확정되어 참칭상속인이 상속개시의 시점으로부터 소급하여 상속인으로서의 지위를 취득하게 되므로, 이는 진정상속인의 권리를 심히 제한하여 오히려 참칭상속인을 보호하는 규정으로 기능하고 있는 것이라 할 것이어서, 기본권 제한의 한계를 넘어 헌법상 보장된 상속인의 재산권, 행복추구권, 재판청구권 등을 침해하고 평등원칙에 위배된다[6].
- 상속회복청구권 제척기간을 상속권침해를 안 날로부터 3년, 침해행위가 있은 날로부터 10년으로 정한 민법조항은 합헌이다[7]
- 사회의 거듭된 관행으로 생성한 어떤 사회생활규범이 법적 규범으로 승인되기에 이르렀다고 하기 위하여는 그 사회생활규범은 헌법을 최상위 규범으로 하는 전체 법질서에 반하지 아니하는 것으로서 정당성과 합리성이 있다고 인정될 수 있는 것이어야 하고, 그렇지 아니한 사회생활규범은 비록 그것이 사회의 거듭된 관행으로 생성된 것이라고 할지라도 이를 법적 규범으로 삼아 관습법으로서의 효력을 인정할 수 없는바, 제정 민법이 시행되기 전에 존재하던 관습 중 "상속회복청구권은 상속이 개시된 날부터 20년이 경과하면 소멸한다."는 내용의 관습은 이를 적용하게 되면 20년의 경과 후에 상속권침해가 있을 때에는 침해행위와 동시에 진정상속인은 권리를 잃고 구제를 받을 수 없는 결과가 되므로 소유권은 원래 소멸시효의 적용을 받지 않는다는 권리의 속성에 반할 뿐 아니라 진정상속인으로 하여금 참칭상속인에 의한 재산권침해를 사실상 방어할 수 없게 만드는 결과로 되어 불합리하고, 헌법을 최상위 규범으로 하는 법질서 전체의 이념에도 부합하지 아니하여 정당성이 없으므로, 위 관습에 법적 규범인 관습법으로서의 효력을 인정할 수 없다[8].

## 참고 문헌
- 오현수, 일본민법, 진원사, 2014. ISBN 9788963463452
- 오세경, 대법전, 법전출판사, 2014 ISBN 9788926210277
- 이준현, LOGOS 민법 조문판례집, 미래가치, 2015. ISBN 9791155020869
- 김병선. "민법 제999조(相續回復請求權)의 해석에 관한 몇 가지 문제점." 가족법연구 26.1 (2012): 127-170.
- 김상명. "민법 제999조(상속회복청구권)에 관한 비교법적 연구." 법학연구 48.- (2016): 93-116.
- 이회규. (2002). 민법 제999조의 본질과 진정상속인담호. 중앙법학, 4(2), 273-295.

## 같이 보기
- 상속회복청구권
- 참칭상속인
- 재산권